# Бейлорський університет
Бейлорський університет (англ. Baylor University) — приватний баптистський заклад вищої освіти у місті Вейко, штат Техас, США. Університет пропонує 75 магістерські, 42 докторські програми, ступені молодшого спеціаліста та пост-магістерські сертифікаційні програми. Заклад стабільно входить у ТОП-100 американських закладів вищої освіти за версією видання «US News & World Report». У 2018 році університет посів 75 місце в загальному рейтингу американських університетів та 57 місце серед найкращих навчальних закладів у категорії «ціна-якість».

## Опис
Бейлорскій університет заснований у 1854 році окружним суддею Робертом Емметом Бледсо Бейлором, в часи Республіки Техас, та є найстарішим університетом штату.
Головний кампус університету побудований на березі річки Бразос, неподалік від середмістя Вейко.
Університету налічує понад 16 тис. студентів, що навчаються у близько 145 дисциплінах. В університеті функціонує Коледж мистецтв і наук, Духовна семінарія, аспірантура, Правнича школа, Педагогічна школа, Школа бізнесу, Школа інженерії та комп'ютерних наук, Музична школи, Школа медпрацівників та Школа соціальних робітників.

## Відомі випускники університету
- Томас Гарріс
- Трей Гауді
- Луї Гомерт
- Джон Лі Генкок
- Ерін МакКарлі
- Віллі Нельсон
- Ренд Пол
- Енн Річардс
- Лоуренс Салліван Росс
- Еллісон Толман
- Ендрю Джексон Г'юстон